# Euphorbia squamosa
Euphorbia squamosa är en törelväxtart som beskrevs av Carl Ludwig von Willdenow. Euphorbia squamosa ingår i släktet törlar, och familjen törelväxter. Inga underarter finns listade i Catalogue of Life.